# Alois Rosenberger
Alois Rosenberger (* 5. Jänner 1960 in Oed-Oehling) ist ein Politiker der Österreichischen Volkspartei (ÖVP) und Direktor des Francisco Josephinum. Vom 9. November 2017 bis zum 22. Oktober 2019 war er Abgeordneter zum österreichischen Nationalrat.

## Leben
Alois Rosenberger besuchte das Gymnasium Amstetten und studierte zwischen 1978 und 1984 Landwirtschaft an der Universität für Bodenkultur (Dipl.-Ing.). Nach dem Studium leistete er seinen Präsenzdienst ab und war drei Jahre lang Lehrer an einer Land- und forstwirtschaftlichen Fachschule (LFS). Er wechselte an das Francisco Josephinum und war dort zwischen 1988 und 2002 als Lehrer tätig. Von 2002 bis 2024 war er Direktor.

## Politik
Von 1990 bis 2005 war Rosenberg Kammerrat der Bezirksbauernkammer Amstetten. Zwischen 2000 und 2010 war er in der Gemeinde Oed-Oehling geschäftsführender ÖVP-Gemeinderat und Finanzreferent. Bei der Nationalratswahl 2017 wurde er auf dem 13. Listenplatz der Bundesliste der ÖVP gereiht, erreichte ein Mandat und wurde somit am 9. November 2017 im Österreichischen Nationalrat angelobt. Nach der Nationalratswahl 2019 schied er aus dem Nationalrat aus.